# Szojuz–18
A Szojuz–18 (oroszul: Союз 18) háromszemélyes, kétszemélyessé átalakított, szkafanderes személyszállító, szabványos rendszerben épített Szojuz űrhajó. Az űrhajó vitte fel a Szaljut–4 űrállomás második személyzetét.

## Küldetés
Feladat volt, az űrállomásra tervezett szakmai program: orvosi, csillagászati, légkörkutatási, biológiai, navigációs, földmegfigyelési vizsgálatok végrehajtása, a hosszútávú űrrepülés idejének további (60 napra) növelése.

## Jellemzői
Központi tervező iroda CKBEM <= Центральное конструкторское бюро экспериментального машиностроения (ЦКБЕМ)> (OKB-1 <= ОКБ-1>, most OAO RKK Energiya im. SP Korolev <= ОАО РКК Энергия им. С. П. Королёва> – Központi Kísérleti Gépgyártási Tervezőiroda). Az űrhajót kis átalakítással emberes programra, teherszállításra és mentésre (leszállásra) tervezték.
1975. május 24-én a bajkonuri űrrepülőtér indítóállomásról egy Szojuz hordozórakéta (11А511) juttatta Föld körüli, közeli körpályára. Az orbitális egység pályája 88.6 perces, 51.7 fokos hajlásszögű, elliptikus pálya-perigeuma 186 kilométer, apogeuma 230 kilométer volt. Hasznos tömege 6825 kilogramm. Manőverezés gyakorlása érdekében több pályamódosítást hajtott végre. Összesen 62 napot, 23 órát, 20 percet és 8 másodpercet töltött a világűrben, 993 alkalommal kerülte meg a Földet.
A küldetés ideje alatt zajlott a Szojuz–Apollo-program, a részvevők a Szojuz–19 és az Apollo–18 űrhajókkal kölcsönös rádiókapcsolatot létesítettek.
Szerkezeti felépítését tekintve megegyezik a Szojuz–17 űrhajóval. A 100 méterre történő automatikus megközelítés után Klimuk a külső televíziós kamerák bekapcsolásával kézi vezérléssel hajtotta végre a dokkolást. A hermetikusság és az űrállomás sterilizálásának ellenőrzését követően átszálltak, hogy megkezdjék a szigorú napirendet követő 9 hetes programjukat. A második legénység 63 (62,97) napos szolgálatával megdöntötte az űrben tartózkodás rekordját. A program végeztével lezárták az űrállomást, majd szétválasztották az egységeket.
július 26-án belépett a légkörbe, a leszállás hagyományos módon – ejtőernyős leereszkedés – történt, Arkalik városától 56 kilométerre északkeletre értek Földet.

## Személyzet
- Vitalij Szevasztyjanov űrhajós parancsnok
- Pjotr Klimuk fedélzeti mérnök

## Tartalék személyzet
- Vlagyimir Vasziljevics Kovaljonok űrhajós parancsnok
- Jurij Anatoljevics Ponomarjov fedélzeti mérnök